# Środula
Środula ist ein Stadtteil von Sosnowiec, in der Woiwodschaft Schlesien in Polen, 2 Kilometer nordöstlich des Stadtzentrums.

## Geschichte

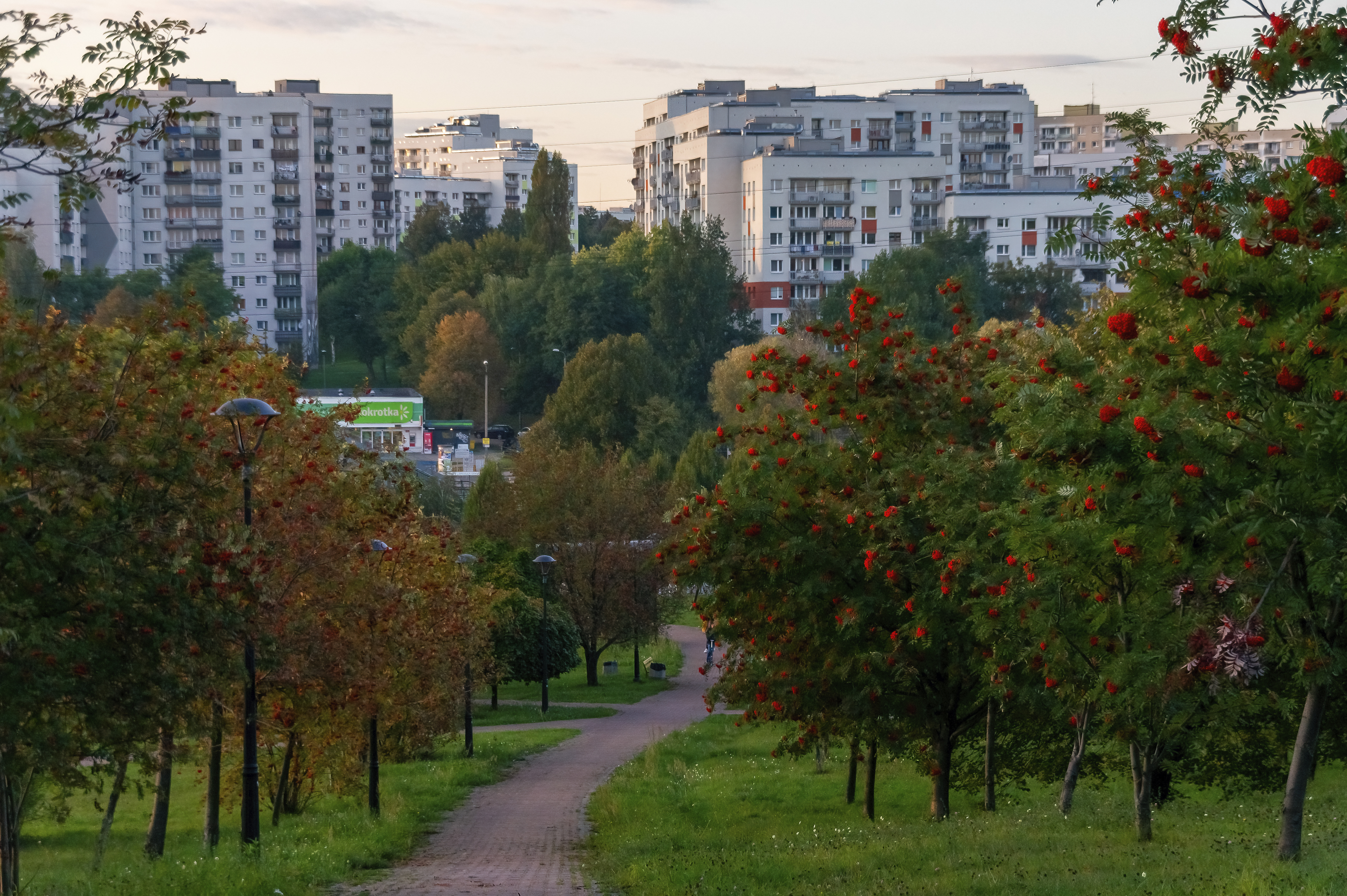
Plattenbausiedlung Środula

Im Jahr 1645 befand sich an der Stelle eine Ortschaft mit zwei Häusern um ein Wirtshaus auf dem Weg zwischen Będzin und Mysłowice. Im 19. Jahrhundert gab es dort auch ein Vorwerk der Güter von Zagórze. 1848 wurde die Warschau-Wiener Eisenbahn durch das Dorf eröffnet. Es kam zur starken Industrialisierung in der Umgebung, als die Gegend zur schlesischen Familie von Kramsta gehörte. Das Gebiet wurde damals Polnischer bzw. Dombrowaer Kohlebecken genannt. 1885 wurde der Schön-Palast an der Grenze zu Pogoń gebaut, 1900 folgte der Palais Wilhelm. 1902 wurde ein Teil des Orts (Środulka) nach Sosnowiec eingemeindet. 1908 zählte Środula 6000 Einwohner. 1915 wurde der Rest des Orts von deutschen Besatzern in Sosnowiec eingemeindet.
In der Zwischenkriegszeit wurde der Stadtteil stark ausgebaut und 1935 an die Straßenbahnlinie angeschlossen. 1942 wurde in Środula das Ghetto Sosnowitz eröffnet.
1957 wurde die erste unabhängige Pfarrei errichtet. Ab den 1970er Jahren kam es zum Bau der Plattenbausiedlungen, die die alte Bebauung zum großen Teil ersetzte.